# Кашин, Александр Николаевич
Алекса́ндр Никола́евич Ка́шин (род. 19 июля 1975) — российский путешественник, инвалид, успешно совершивший единоличный пробег Владивосток-Москва на инвалидной коляске (электроскутере) и попутных машинах в апреле-июне 2011 г. Также, Александр Кашин участвовал в паралимпийском пробеге вокруг Каспия, итоговой целью которого было восхождение на Демавенд — потухший вулкан в хребте Эльбурс,  высшую точку Ирана (5671 метр над уровнем моря). Александр с честью выдержал испытание российской частью трассы пробега, туркменской и далее, до Тегерана. Однако, из-за травм, полученных в пробеге до Москвы, Александру пришлось, по настоянию врачей, на этом прервать своё участие в автопробеге.

## Биография
Житель города Большой Камень, где окончил школу № 2, затем во Владивостоке Дальневосточный государственный технический рыбохозяйственный университет (ДальРыбВТУЗ).
Стал инвалидом (парализация из-за травмы позвоночника) 27 октября 1998 года после аварии, совершённой нетрезвым консулом США Дугласом Кентом. Джип «Шевроле Блейзер» консула США на Дальнем Востоке совершил наезд на автомобиль «Тойота-Камри», в котором находился 23-летний тогда Александр Кашин. Дело было закрыто в связи с дипломатической неприкосновенностью.

## Суд в США
Какой-либо компенсации от США Кашин не получил.

Трижды суды США различной инстанции выносили решения в его пользу. Дуглас Кент скрывался от правосудия, его разыскивали специально нанятые детективы, а представители Госдепа все время находили повод, чтобы отказать в ответе пострадавшему. В итоге в октябре 2006 года по постановлению Апелляционного суда Сан-Франциско дело было закрыто. 18 февраля 2008 года Александр Кашин провёл 20-дневную голодовку. Госдеп США через Генеральное консульство США во Владивостоке уведомил Кашина о готовности выплатить ему в качестве компенсации за причиненные страдания 2,4 млн рублей. Этих денег не хватит даже на один полугодовой курс реабилитации, но Кашин отказался.

Я так и не дождался никакой реакции от Госдепа США. Совершенно очевидно, что им наплевать на мое здоровье и мою жизнь. Ни Дуглас Кент, ни Госдеп США не стоят моей жизни. Поэтому сегодня я принял решение прекратить голодовку.

### Поддержка
Многие общественные движения поддерживали Александра Кашина, проводили акции (например, ООД «Россия Молодая»), были выступления по радио («Эхо Москвы»). Александр проживает с престарелыми родителями; получает пенсию по инвалидности в размере 5,4 тыс. руб.

## Пробег Владивосток — Москва
Пробег Владивосток — Москва на инвалидной коляске (электроскутере) стартовал 16 апреля 2011 г. Длина трассы ориентировочно составляет 9035 км.

Это не политическая акция, мне просто захотелось отправиться в путешествие. Не связывайте это с моим конфликтом с госдепартаментом США.

Кашин едет на инвалидной коляске с электродвигателем (электроскутере). Одного заряда усиленных к пробегу аккумуляторов хватает примерно на 30 км пути. Когда заряд кончается, голосует и добирается до ближайшего жилья на попутках, где заряжает аккумулятор. «Долго стоять не приходится, быстро подбирают и довозят до автозаправки или кафе, где можно подзарядить скутер», — добавил он. Скорость коляски 5 км/ч. В день преодолевает 60—70 км. Рассчитывает добраться до Москвы за 100 дней.

Самый сложный участок дороги — от амурского города Белогорска, где шёл сильный снег, до Читы — я проехал с перегонщиком автомобилей. Это почти 1,5 тысячи километров, на сотни километров трасса безлюдная. Сегодня планирую отоспаться, так как двое суток не спал, а в среду своим ходом (на коляске) продолжу путь", — сообщил по телефону Кашин.
Путешествие осложняют поломки скутера (коляски с мотором).
«Когда едешь в горку, скутер нередко работает с перебоями, останавливается. Тогда жду, пока кто-то из проезжающих остановится и поможет починить коляску», — сказал собеседник агентства.
Путешественник едет налегке — из вещей три футболки и брюки, немного продуктов и воды — больше не выдержит скутер. Скорость каталки 5-7 километров в час, аккумуляторов хватает на 15 километров бездорожья и 30 километров хорошей трассы.

### Анализ трассы
Из Приморья в Хабаровск — тяжелый участок, потому что это первый этап путешествия, нужно привыкнуть. От Хабаровска до Читы — почти 2 тысячи километров — безлюдная трасса.

Главная проблема — жуткий холод, — признаётся Кашин. — Я ожидал, что будет теплее. Еду, замёрзший как собака, ещё и ветер в лицо.

Пробег проходил по трассе Амур; потом — трассе М55 (Иркутск — Улан-Удэ); затем по трассе М53 (Новосибирск — Красноярск — Иркутск); потом Александр сделал крюк из Омска до Павлодара; из Павлодара же, через Челябинск, Александр сейчас едет в Екатеринбург. Приближение к Москве на трассе «Челябинск — Екатеринбург» длиной 202 км. составит 21 км (расстояние от Челябинска до Москвы составляет 1776 км; расстояние от Екатеринбурга до Москвы составляет 1755 км). Последний участок пробега проходил через Казань и далее через Нижний Новгород.

### Описание пути
Пофрагментное отслеживание пути Кашина:

#### Июнь
Пробег, длившийся 53 дня, закончен.

Я уже в Москве, приехал сегодня в 24.00 ночи. Остановился у друзей — очень хорошо меня встретили. …я вечером в четверг или в пятницу полечу во Владивосток. Соскучился очень.

10 июня
Прошла пресс-конференция Александра Кашина на «нулевом километре» возле Кремля: в полдень 10 июня.
7 июня
Александр Николаевич Кашин в 17:30 находился в 60 км от Москвы.
Последний участок пробега проходил через Казань, где Александра лечили местные врачи; далее через Нижний Новгород, — где у Александра украли мобильный телефон.
Длина трассы пробега составила более 9035 км.

#### Май
28 мая
Александр Кашин — в Челябинске. Позади 7186 км пробега. Впереди — Екатеринбург.
24 мая
Александр Кашин — в Павлодаре (Казахстан), куда он был приглашён казахскими байкерами, с которыми познакомился на открытии байкерского сезона в Омске.
22 мая
Александр Кашин — в Омске. Позади 6322 км пробега.

Всё нормально, морозы кончились, лето, пух резко сменил снег. Погоды радуют.

Впереди: Ишим — Курган — Челябинск — Уфа — Самара — Пенза — Рязань.
19 мая
Александр Кашин — в Чулыме. Позади 5600 км пробега.
С Александром произошло ДТП: в 20—30 км от Новосибирска, на узкой дороге сильным потоком воздуха от проезжающей машины, скутер вместе с Александром просто перевернуло.

Он не только не увидел номера машины, но даже не понял, какая она — грузовая или легковая. Александр упал на обочину, сильно ушиб локоть, получил царапины.

Кашин продолжил движение до Чулыма (100 км от Новосибирска), где заночевал.
17 мая
Александр Кашин — в Новосибирске. Позади 5500 км пробега. Местные байкеры встретили его на Пашинском переезде; они же помогли с размещением в гостинице.
9 мая
Позади 4000 км пробега. Впереди — Красноярск.

#### Апрель
30 апреля
Пройдена Чита, Александр — в Улан-Удэ (3574 км от Владивостока). Следующие пункты назначения — Татаурово, Селенгино, Кабанск, Тимлюй, Боярский, Бабушкин, Танхой, Выдрино, Байкал, Слюдянка, Култук. Далее — Шелехов и Иркутск. Александр простыл и не спал две ночи; застрял на обочине и два часа не мог выбраться.
25 апреля
Пройден Белогорск (1424 км от Владивостока). Следующие пункты назначения — Свободный и Шимановск. Далее — Чита.
24 апреля
Александр Кашин в Биробиджане (939 км от Владивостока). Крайне плохая погода; долго не пропускали на мост через Амур (охрана моста). Потом выключился скутер. Следующие пункты назначения — Завитинск, Белогорск.
23 апреля
Александр Кашин в Хабаровске (763 км от Владивостока). 200 километров пройдено на скутере; остальные — на попутных машинах.
19 апреля
Пройден Лучегорск (486 км от Владивостока), затем Дальнереченск.
18 апреля
Пройден Лесозаводск (349 км от Владивостока).

## Высказывания
…В Хабаровской области едва ли не каждый водитель останавливался и предлагал подвезти меня или починить скутер — ведь руки у меня тоже частично парализованы и заниматься ремонтом я не могу. Въехав же в центральную Россию, я мог по нескольку часов голосовать на трассе, но никто так и не останавливался. А однажды меня даже не пустили в кафе погреться. Сказали: «Ешь на улице, там тоже столики есть…» Зато несколько раз хозяева кемпингов отказывались брать деньги за ночлег. Так что у нас больше людей хороших, чем плохих…

…Байкеры мне половину трудностей пути сняли. Если честно, без их поддержки я бы просто не доехал: ведь бюджет на всю поездку у меня был всего 50 тысяч рублей, а ночь в гостинице или кемпинге иногда стоит по 2—3 тысячи. Они меня согрели не только в переносном, но и в прямом смысле: в Биробиджане Гена «Аптекарь» подарил мне пуховик. Там было очень холодно, а в поездку я совсем не взял тёплых вещей. Весь мой багаж — это три футболки и трико…

### Материалы по теме пресс-конференции
- На коляске из Владивостока в Москву
- Инвалид-колясочник добрался от Владивостока до Москвы Архивная копия от 11 июня 2011 на Wayback Machine
- Инвалид из Приморья на электроскутере доехал до Москвы Архивная копия от 11 июня 2011 на Wayback Machine
- Инвалид-колясочник проделал путешествие из Приморского края в Москву; Весь путь он преодолел на своей коляске или автостопом Архивная копия от 21 января 2012 на Wayback Machine